# Marham
Marham är en ort och civil parish i Storbritannien.   Den ligger i grevskapet Norfolk och riksdelen England, i den sydöstra delen av landet, 130 km norr om huvudstaden London. Marham ligger 10 meter över havet och antalet invånare är 2 951.
Terrängen runt Marham är platt. Runt Marham är det ganska tätbefolkat, med 93 invånare per kvadratkilometer. Närmaste större samhälle är King's Lynn, 13,3 km nordväst om Marham. Trakten runt Marham består till största delen av jordbruksmark.